# قارئ ويكي
بدأ مشروع أو فكرة قارئ ويكي لأول مرة بتاريخ تشرين الأول/أكتوبر من العام 2009 حيث كانت الفكرة تعتمد بالأساس على عدم الاتصال بالإنترنت، ليتم فيما بعد وضع تحديثات بلغات متعددة متوفرة على الإنترنت؛ وقد شمل قارئ ويكي إصدار ويكيبيديا الإنجليزية، ويكاموس، ثم ويكي الاقتباس وكذلك مشروع غوتنبرغ الذي يمكن للمستخدم تركيبه واستعماله على بطاقة ذاكرة تخزن 16 جيجابايت أو أكثر. وعلى عكس ويكيبيديا نفسها، فالجهاز يمتاز بالرقابة الأبوية والتتبع عن كثب.
يُمكن للجهاز أيضا تشغيل البرامج المكتوبة بلغة فورث، كما يتوفر على برنامج آلة حاسبة بسيطة.
في أواخر عام 2014، تخلى موقع قارئ ويكي عن المشروع لأسباب غير معروفة، لذلك فالمشروع لم يعد يتلقى تحديثات لقاعدة البيانات الخاصة به، لكن الأجهزة المحلية تستطيع الحصول على تحديثات فقط من الأسواق الثانوية.

## المواصفات

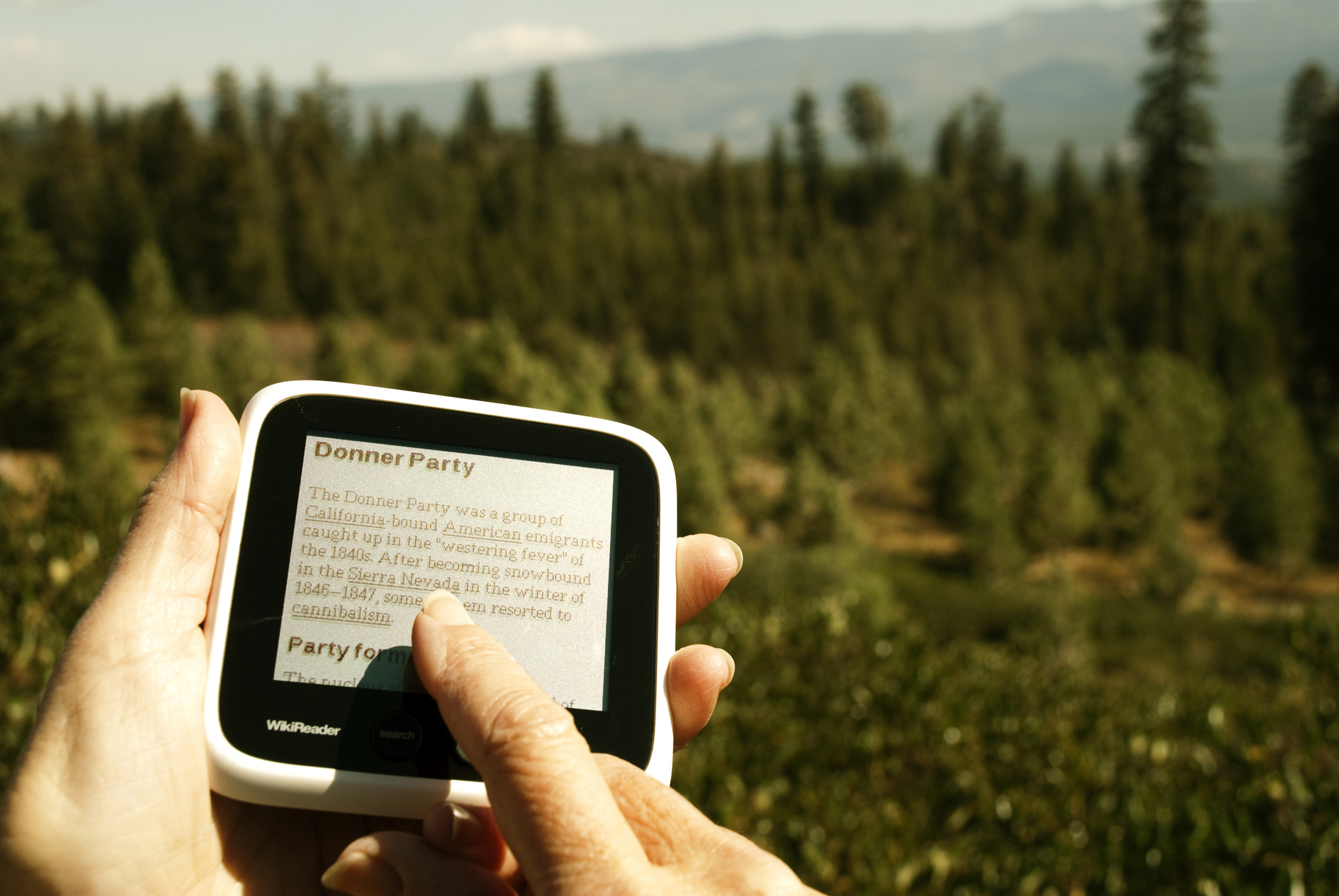
قارئ ويكي أثناء الاستعمال

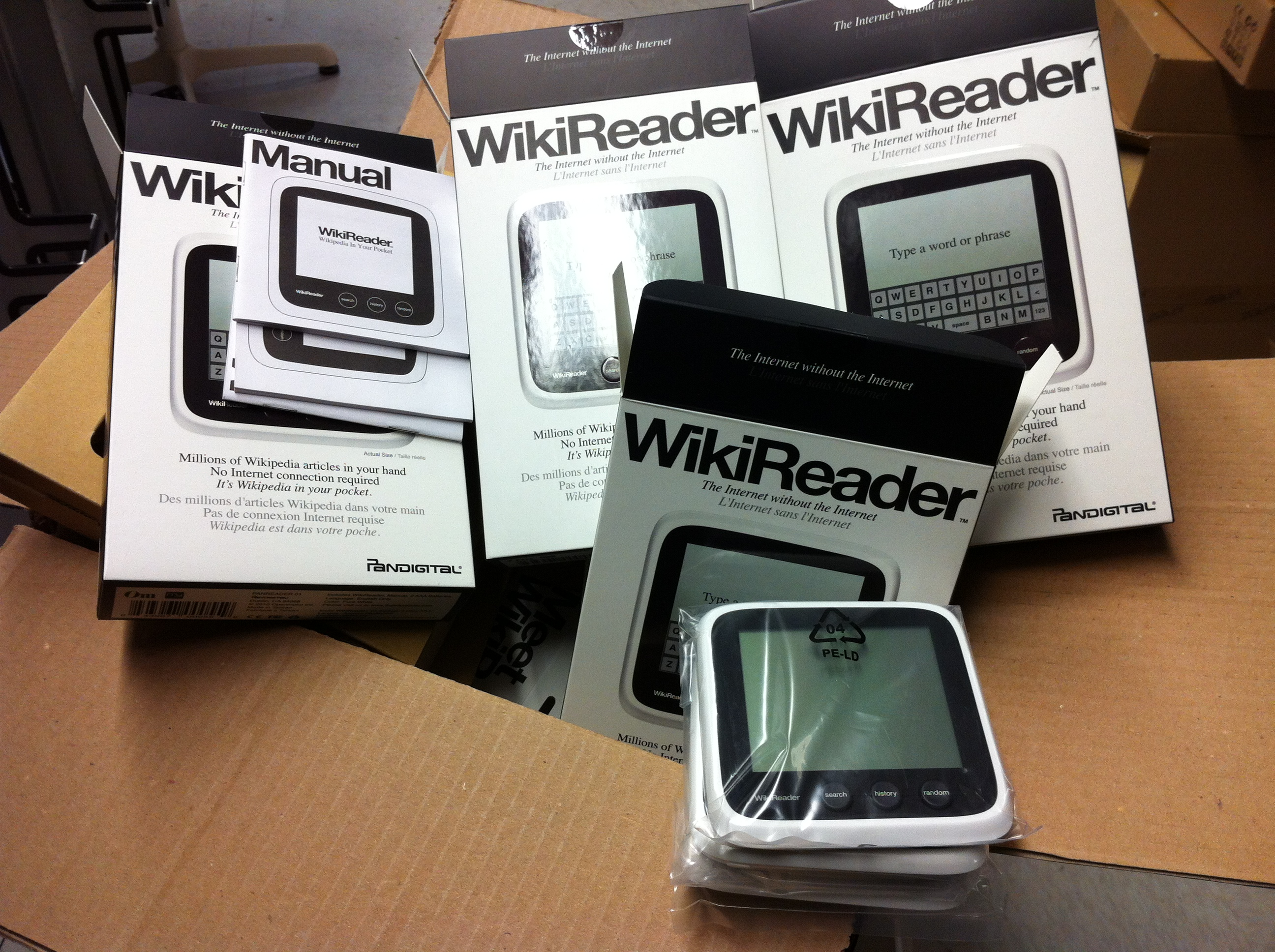
قارئ ويكي في غلافه الأصلي

| الميزة                   | معلومات إضافية |
| ------------------------ | --- |
| العرض                    | أحادي اللون، مع امتيازه بشاشة عرض بلورية سائلة (تعرف اختصارا بـ LCD) وتصل أبعادها إلى 240 × 208 بكسل.                 |
| الواجهة                  | شاشة لمس مع لوحة المفاتيح على الشاشة، بالإضافة إلى أربعة مفاتيح أخرى                                                  |
| وحدة المعالجة المركزية   | سيكو إبسون من نوع S1C33 E07 مع تحكم دقيق بالإضافة 8KB+2KB كسعة للذاكرة الداخلية                                       |
| البرامج الثابتة          | 64 كيلو بايت من الذاكرة الوميضية                                                                                      |
| الذاكرة                  | 32 ميغابايت |
| التخزين                  | ذاكرة تخزين قابلة للإزالة من نوع SD و SDHC ( تدعم 512 ميغا بايت، 2 جيجا بايت، 4 جيجا بايت، 8 جيجا بايت و16 جيجا بايت) |
| تنسيقات الملفات المدعومة | تنسيق أصلي، مع تحويل من إكس إم إل الخاص بالميدياويكي.                                                                 |
| الأبعاد                  | 100 × 100 × 20 ملم (3.9 × 3.9 × 0.8 بوصة)                                                                             |
| الوزن                    | 120 غرام (4.2 أونصة)                                                                                                  |
| اللغة                    | الإنجليزية |
| الضمان                   | 90 يوم |
| الطاقة                   | بطاريتين من نوع AAA                                                                                                   |
| عمر البطارية             | 90 ساعة؛ أي ما يعادل سنة واحدة من الاستخدام العادي وفقا للمُصَنِّع                                                        |

## القيود
- عرض النص فقط: جهاز العرض قارئ ويكي يقوم بعرض النصوص فقط، لذلك فهو لا يخزن أو يعرض أي من الصور المرفوعة على ويكيبيديا.
- الجداول: قارئ ويكي لا يقوم بعرض النصوص الذي تظهر داخل الجدول على موقع ويكيبيديا.
- «الأحرف الخاصة»: بعض مقالات ويكيبيديا تعتمد على الأحرف الخاصة من الآيتش تي إم إل، لذلك فهو لا يعرضها.
- الصيغ الرياضية: الإصدارات الأصلية من قارئ ويكي لا تقوم يعرض مقالات ويكيبيديا التي تحتوي على معلومات مشفرة على غرار الصيغ الرياضية (انظر قائمة الرموز الرياضية)، لكن هذه المشكلة لم تعد موجودة في الإصدرات الحديثة للبرنامج.
- علاج المعلومات الناقصة: قارئ ويكي لا يوفر أي إشارة في حالة ما تم حذف معلومات أو أسطر من مقالة في ويكيبيديا (التخريب مثلا)
- البحث: يتوفر قارئ ويكي على قدرات البحث الأساسية، في المقابل فهو لا يمتاز ببحث النص الكامل أو المتقارب، لذلك فعناوين المقالات فقط هي التي يمكن البحث عنها والعثور عليها، كما أن ارتكاب الأخطاء الإملائية في العنوان لا يساعد الجهاز على العثور على المقالة المرجوة.

## وصلات خارجية
- كود المصدر الخاص بقارئ ويكي
- ويكي أوف لاين في Openmoko